# S-II

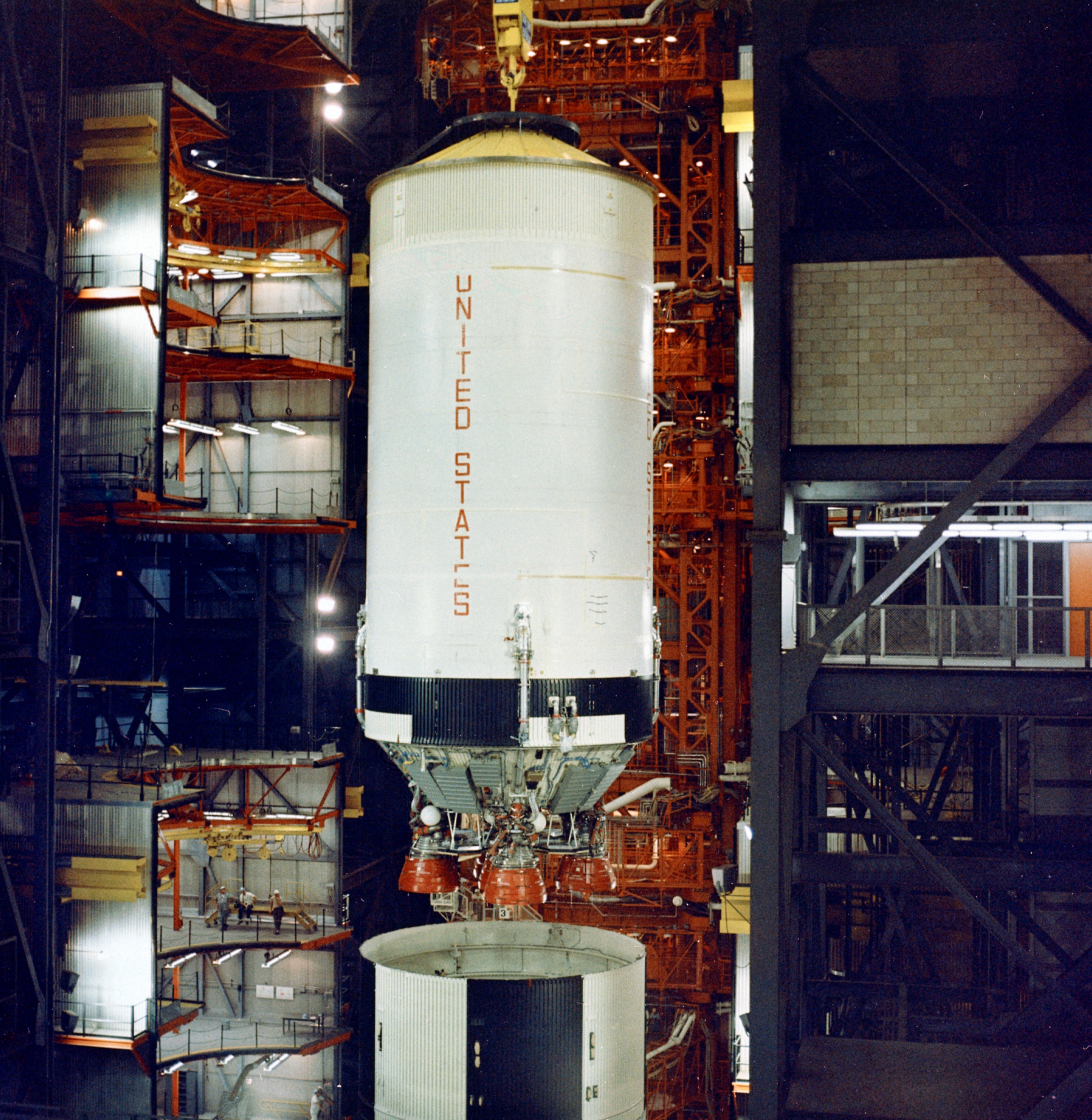
Stopień S-II podczas montażu w VAB

S-II (lub S-2, wym. Es tu): stopień rakietowy wykorzystywany przez NASA dla rakiet Saturn V.

## Dane techniczne
Stopień został zaprojektowany przez Centrum Lotów Kosmicznych imienia George’a C. Marshalla, zaś kontrakt na budowę otrzymała spółka North American Aviation (ta sama firma budowała również pojazdy orbitalne Apollo CSM). Budowa stopnia została rozpoczęta w 1961 roku.
S-II miał kształt walca o średnicy 10,06 m i długości 24,84 m. Posiadał wewnątrz specjalną przegrodę z dwoma zbiornikami: górnym na ciekły tlen i dolnym na ciekły wodór. Przegrodę stanowiły dwie blachy z aluminium oddzielone od siebie fenoplastem ułożonym na kształt plastrów miodu. Zastosowanie takiej przegrody umożliwiło uzyskanie różnicy temperatur wewnątrz zbiorników równej 70 °C, a także pozwoliło konstruktorom na zmniejszenie masy członu o 3,6 t.
Zbiornik z tlenem miał kształt elipsoidalnego kontenera o średnicy 10 m i długości 6,7 m. Formowany był poprzez spawanie 12 trójkątnych klinów i 2 okrągłych kształtek. Kliny te były formowane wewnątrz zbiornika wodnego o pojemności 2110 hl metodą podwodnych wybuchów.
Zbiornik na wodór składał się z 6 cylindrów: 5 o długości 2,4 m i 1 o długości 0,7 m. Największym wyzwaniem dla konstruktorów była izolacja zbiornika na wodór. Jest ona niezwykle ważna, gdyż ciekły wodór musi być przechowywany w temperaturze 20 K (–253 °C). Jeśli ta temperatura zostanie przekroczona, wodór zacznie parować. Próbowano wielu metod izolacji (klejenie, pęcherzyki powietrza itp.), które nie dawały pożądanego skutku. Ostatecznie wybrano metodę wielokrotnego rozpylania warstwy izolacyjnej na powierzchni zbiornika.
Napęd członu stanowił zestaw pięciu silników J-2 (używanych również w członach S-IVB) ustawionych w kształt krzyża. Cztery silniki zewnętrzne (umieszczone symetrycznie na obwodzie koła o średnicy 9,25 m) były zamocowane wahliwie, by móc sterować rakietą. Każdy z tych silników  mógł być odchylany w dowolnym kierunku od podłużnej osi członu o kąt 9°51′ przez urządzenia hydrauliczne. Nieruchomy  silnik centralny był w połowie cyklu pracy stopnia wygaszany (tzw. Inboard Cutoff). Zestaw taki zapewniał siłę ciągu o wartości 5 MN. Składniki mieszanki paliwowej były przepompowywane przez pompy wirnikowe umocowane w bezpośredniej bliskości komory spalania każdego silnika. Każdy zespół pomp złożony był z dwóch pomp (oddzielnej dla tlenu i dla wodoru) i dwóch napędzających je turbin. Umocowane one były po przeciwnych stronach komory spalania. Turbiny były poruszane przez gazy powstające w trakcie spalania.

## Użycie
S-II swój pierwszy lot odbył w listopadzie 1967 podczas lotu Apollo 4, który był pierwszym lotem rakiety Saturn V. Pierwszym załogowym lotem stopnia S-II była misja Apollo 8, rozpoczęta w grudniu 1968. Ogółem wyprodukowano 15 stopni S-II, z czego wystrzelono tylko 13. Jeden stopień S-II miał być użyty do lotu Apollo 18 (obecnie jest na wystawie w Centrum Kosmicznym imienia Johna F. Kennedy’ego na Florydzie), drugi miał wynieść zapasową stację orbitalną w razie fiaska lotu Skylab 1 (stopień ten znajduje się w Centrum Lotów Kosmicznych imienia Lyndona B. Johnsona w Teksasie).